# 汗疹
汗疹（miliaria）又称痱、粟疹、粟粒疹，俗稱痱子、熱痱，是因為高溫悶熱環境下，出汗過多而且蒸發不暢，導致汗管開口暫時性阻塞（常因不透氣衣物），汗管破裂，汗液外溢滲入周圍組織所引起的淺表性炎症反應；因此任何造成大量排汗的原因皆可誘發汗疹。
汗疹一般可分成紅痱、白痱和膿痱，較常發生於兒童身上，通常在熱天發病，天氣涼爽時常可自動痊愈，少部分則留下斑點。治療方式通常在患部擦痱子粉或痱子水，有繼發感染者可用抗生素。

## 分型
多見於盛夏酷暑的季節，兒童及肥胖的人較容易得，病變主要分布在頭面、頸項、胸腹、腰背或肘及膕窩，常見有三型：
- 晶形汗疹：阻塞位置在表皮與角質細胞間；常在頸部軀幹發生針尖至針帽大的淺表性小水疱，璧薄微亮，輕擦易破，乾後有細小鱗屑。
- 紅色汗疹：阻塞位置在表皮層，偶發於真皮層，為最常見的類型；常呈圓而尖形針頭大小的密集丘疹或丘疱疹，輕度紅暈，自覺輕微燒灼和刺癢感。
- 深層汗疹：阻塞位置在表皮層以下。
- 膿疱汗疹：痱頂有針頭大淺表性小膿疱，膿疱內通常無菌。

## 中醫學觀點
痱瘡，又名痱子、疿瘡、汗疹、疿汗疹。出自《聖濟總錄》：“痱瘡，蓋熱盛汗出，陽氣發泄而腠理疏，反以寒水洗浴，則熱氣內鬱於皮腠之間，輕則為痱，重則為痤也。”
若因搔抓而繼發感染則稱為“痱毒”。

### 治法
清暑滌濕、解毒止癢。《外科正宗》：“痤疿者，密如撒粟，尖如芒刺，癢痛如常，渾身草刺。此因熱體見風，毛竅所閉，宜服消風散，洗用苦參湯，甚者皮損匝匝成瘡，以鵝黃散，軟絹帛蘸藥撲之。”